# غطاس كلارك
غطاس كلارك (الاسم العلمي: Aechmophorus clarkii) هو نوع من فصيلة غطاسيات.